# Korail série 8000
La série 8000 est une série de 94 locomotives électriques exploitée par les chemins de fer sud-coréens.
Elles s'inspirent de l'esthétique des CC 6500 et de la partie électrique des BB 15000. Leur disposition d'essieux, Bo'Bo'Bo', par contre, est peu courante. Livrées entre 1972 et 1990, elles cèdent peu à peu la place à d'autres séries et seules quatre d'entre elles demeurent opérationnelles.

## Histoire
À la fin des années 1960, l'électronique de puissance fait de gros progrès avec la mise au point des thyristors qui permettent, dans un équipement de faible encombrement et avec une faible masse, de transformer un courant alternatif en courant presque continu. Les applications industrielles sont nombreuses ; l'industrie  ferroviaire en fait partie et Alsthom construit ses BB 15000 selon ce principe.
Les chemins de fer sud-coréens, à la recherche d'une locomotive puissante, souhaitent profiter du savoir-faire d'Alsthom. Toutefois, la configuration du réseau sud-coréen s'accommode mal du type BB (deux bogies de deux essieux) : les rampes des lignes de montagne demandent une adhérence qui est difficilement obtenue avec quatre essieux et les bogies longs des CC (bogies de trois essieux) sont agressifs pour les voies dans les courbes à faible rayon. Un moyen terme existe avec le dispositif BBB (trois bogies à deux essieux) qui allie les avantages des deux systèmes : l'agilité d'un bogie à faible empattement et l'adhérence de six essieux.

## Description et carrière
Les 8000 coréennes peuvent être considérées comme des locomotives à trois bogies de type Bo', avec une caisse de CC 6500 dans  laquelle sont installés des équipements électriques et électroniques de BB 15000. Elles sont fabriquées par le groupement 50 Hz, consortium de constructeurs européens sous la direction d'Alsthom et ce sont, pour celles qui sont fabriquées en Europe, les Ateliers de constructions électriques de Charleroi qui en assurent la maîtrise d'œuvre.
La puissance continue de la locomotive, qui fonctionne sous courant alternatif à la tension de 25 kV sous une fréquence de 60 Hz, est de 3 900 kW grâce à ses six moteurs à courant continu de 650 kW chacun. En outre, des couplages de deux locomotives peuvent être constitués,.
La forme de leur caisse revient à Paul Arzens et leur décoration, associant le blanc et le bleu foncé dans sa version initiale, est due à Jacques Cooper. Les quatre hublots qui éclairent la caisse prennent place au-dessus des persiennes de ventilation pour la première sous-série. Ils sont placés au-dessous sur le seconde sous-série à la demande des cheminots  sud-coréens, dans le but d'améliorer l'éclairage au niveau du sol des couloirs de circulation.

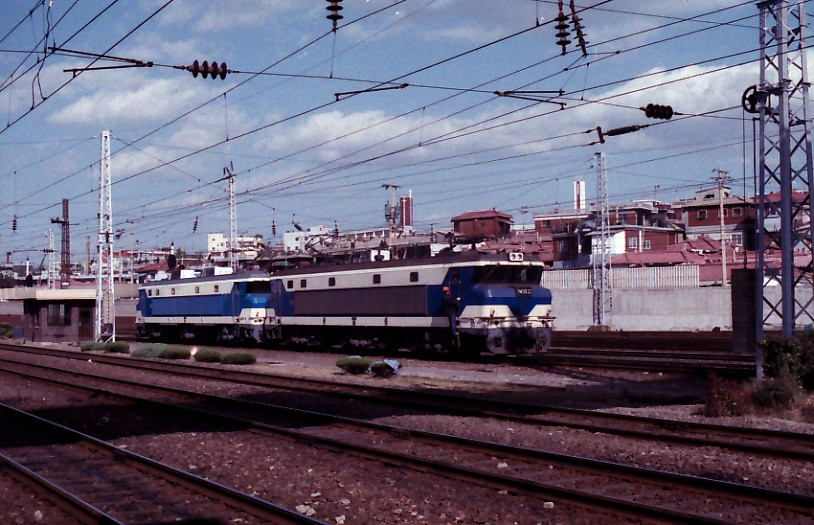
Livrée d'origine.
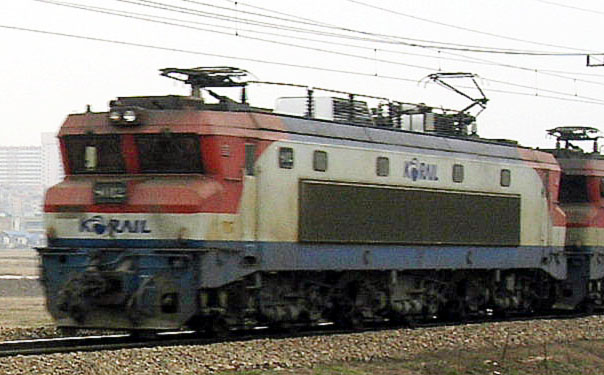
Première sous-série : hublots hauts.
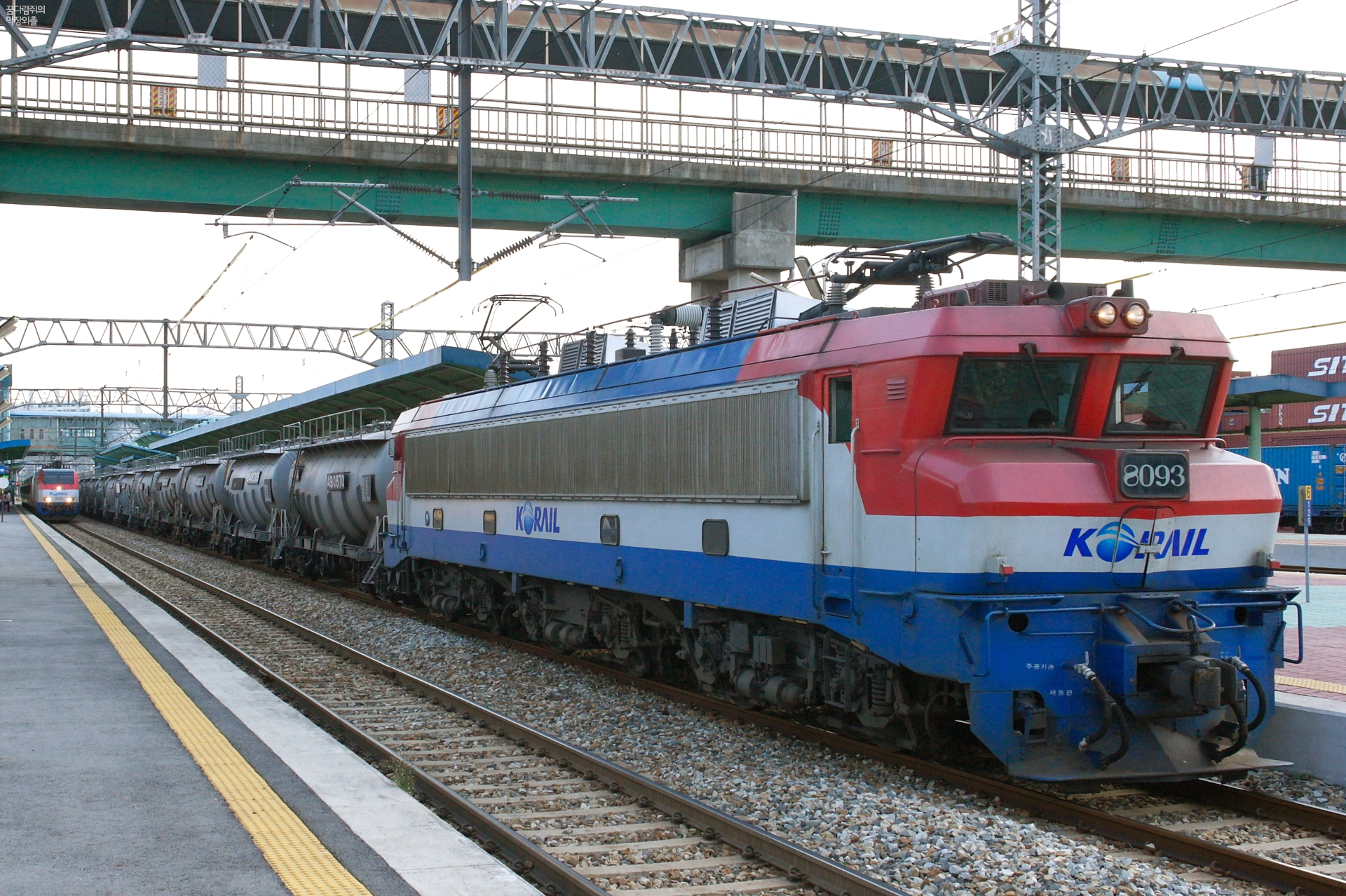
Seconde sous-série : hublots bas.

Elles doivent opérer sur la ligne reliant Séoul à la côte est ainsi que sur ses antennes. Sur cet itinéraire au profil difficile, le trafic minéralier est important et les locomotives doivent être en mesure de remorquer 1 740 t en rampes de 12 ‰, ou 870 t en rampes de 25 ‰.
En 1975, deux locomotives en couplage tombent d'un pont dans le sud du pays entre Gohan et Taebaek. L'une est réparée en 1977, l'autre reconstruite en 1979.
À partir de 2012, la nouvelle série des 8500 entre progressivement en service, provoquant la radiation des 8000. Seules les quatre dernières de la série restent actives.